# Назывные предложения
Назывны́е, или номинати́вные предложе́ния — это тип односоставных предложений, основа которого в настоящем времени выражена на письме только одним главным членом (опущен глагол-связка «быть»). В других временах глагол «быть» опустить уже нельзя: (Есть) Ночь. — Была ночь. При этом одни лингвисты считают главный член номинативного предложения сказуемым, другие — подлежащим, третьи различают подлежащные и сказуемостные номинативные предложения, есть попытки вообще избежать определения его функции.

## Типы назывных предложений
Назывные бытийные констатируют факт существования предмета. Подлежащее в них выражено именительным падежом любой именной части речи: Мама, каша, кошка, ложка, книжка, яркая обложка…
Назывные указательные указывают на предмет. В грамматической основе помимо подлежащего, выраженного именительным падежом любого имени, появляются указательные частицы «вот» или «вон»: Вот вам софа, раскиньтесь на покой. (А. С. Грибоедов)
Оценочно-бытийные оценивают предмет с точки зрения говорящего. В грамматической основе помимо подлежащего, выраженного именительным падежом любого имени, появляются различные экспрессивно-эмоциональные частицы: Ну и ночка! Вот тебе, бабушка, и Юрьев день.
Желательно-бытийные указывают на некое желание: Лишь бы ветер. Если бы хоть немного времени.
Собственно-назывные, в которых подлежащее выражает названия книг, журналов, надписи на вывесках и т. д.: Продажа дома! Доставка на дом.
Побудительные и побудительно-повелительные: Внимание! Доброе утро!.